# 中野浩一のK-ファン
『中野浩一のK-ファン』（なかのこういちのケイファン）は、中国地方のテレビ局で放送された広島ホームテレビ製作の競輪情報番組・バラエティ番組である。製作局の広島ホームテレビでは2003年4月5日深夜（6日未明）から2008年3月29日深夜（30日未明）まで放送された後、「充電期間を設ける」として一旦終了したが、同年9月14日深夜（15日未明）に復活。同年11月16日深夜（17日未明）まで放送された。

## 概要
競輪情報を紹介することが番組の主たる目的だった。そのため、この番組は中国地方に属していて競輪場がある岡山県と山口県でも放送されていた。しかし、競輪情報に割いている時間は短く、番組の大半はKギャル（下記参照）と呼ばれるローカルアイドルグループを前面に押し出した内容になっていた。

## 出演者

### メイン
- 中野浩一
- 荒谷知穂 - 出演当時広島ホームテレビアナウンサー。2003年4月 - 2005年3月に出演。
- 八木静佳 - 広島ホームテレビアナウンサー時代の2005年4月 - 2006年3月に出演。出産のために降板・退社したが、2007年4月に復帰。
- 奥村奈津美 - 出演当時広島ホームテレビアナウンサー。2006年4月 - 2007年3月に出演。

### Kギャル
若い女性9人で構成されており、メンバーは以下のとおりになっている。なお、車番順に色が分けられていた。
- 1号（白） - じゅん（ - 2006年8月） → みお（2006年8月 - 2007年9月） → かおり（2007年9月 - ）
- 2号（黒） - みか[1]
- 3号（赤） - ちさ（ - 2004年12月）→ （2004年12月 - 2005年9月） → ちほ（2005年9月 - 2007年8月） → まい （2007年8月 - 2008年3月）→ ともみ（2008年10月 - ）
- 4号（青） - しーちゃん → とも（ - 2007年8月） → まきこ [2]（2007年8月 - 2008年3月）→ みく（2008年10月 - ）
- 5号（黄） - まっきー → かおる（ - 2007年9月） → みお（元1号、2007年9月 - ）
- 6号（緑） - りさ → のの → みさ（ - 2008年3月） → みか（2008年10月 - ）
- 7号（橙） - みのり
- 8号（桃） - みこと（2004年12月 - ） → みさ → ひろみ（ - 2008年3月） → ゆづき（2008年10月 - ）
- 9号（紫） - ちぇ（2004年12月 - ）[3]
- 2007年4月には、1号みおと9号ちぇのユニット「Sunny」がデビュー[4]。
- 中国地方の競輪場で記念競輪以上のグレードレースが開催される際、彼女たちとファンとの交流イベントが開催されることがあった。

## 放送時間
| 放送地域       | 放送局                  | 系列           | 放送日時                                                                        | 備考   |
| -------------- | ----------------------- | -------------- | ------------------------------------------------------------------------------- | ------ |
| 広島県         | 広島ホームテレビ (HOME) | テレビ朝日系列 | 日曜 1時10分 - 1時35分（2008年3月まで） 月曜 0時40分 - 1時05分（2008年9月以降） | 製作局 |
| 岡山県・香川県 | 瀬戸内海放送 (KSB)      | テレビ朝日系列 | 日曜 1時35分 - 2時00分                                                          |        |
| 山口県         | 山口放送 (KRY) ※        | 日本テレビ系列 | 日曜 1時45分 - 2時10分                                                          |        |

※ 県内にはテレビ朝日系列の民間放送局（山口朝日放送）が存在するが、ローカルセールスであるためか山口放送へネットされていた。

## スポンサー
- 玉野競輪場（玉野市）
- 広島競輪場（広島市南区）
- 防府競輪場（防府市）

※瀬戸内海放送は岡山・香川両県を放送区域としているが、中国地方に対象を限定しているため、高松・観音寺両競輪場は除外。

## 備考
この番組では広島ホームテレビの男性アナウンサーがナレーションを務めていたが、かつてネット局の山口放送のアナウンサーだった松藤好典が担当することがよくあった。